# James Whitehill
James Whitehill (* 31. Januar 1762 in Strasburg, Lancaster County, Province of Pennsylvania; † 26. Februar 1822 ebenda) war ein US-amerikanischer Politiker. In den Jahren 1813 und 1814 vertrat er den Bundesstaat Pennsylvania im US-Repräsentantenhaus.

## Werdegang
James Whitehill war der Sohn des Kongressabgeordneten John Whitehill (1729–1815) und Neffe von Robert Whitehill (1738–1813), der ebenfalls Kongressmitglied war. Nach einem Jurastudium und seiner Zulassung als Rechtsanwalt begann er in Strasburg in diesem Beruf zu arbeiten. In dieser Stadt betrieb er auch den größten Einkaufsladen. Er war dort zudem Posthalter und Direktor der Bank. Zwischen Januar 1811 und Februar 1813 fungierte er als beisitzender Richter am Bezirksgericht im Lancaster County. Politisch war er Mitglied der Demokratisch-Republikanischen Partei.
Bei den Kongresswahlen des Jahres 1812 wurde Whitehill im dritten Wahlbezirk von Pennsylvania in das US-Repräsentantenhaus in Washington, D.C. gewählt, wo er am 4. März 1813 die Nachfolge von John M. Hyneman antrat. Dieses Mandat im Kongress konnte er bis zu seinem Rücktritt am 1. September 1814 ausüben. Diese Zeit war von den Ereignissen des Britisch-Amerikanischen Krieges geprägt, an dem Whitehill als Generalmajor der Staatsmiliz von Pennsylvania aktiv teilnahm.
Nach dem Ende seiner Zeit im US-Repräsentantenhaus arbeitete James Whitehill unter anderem auch im Handel in seiner Heimatstadt Strasburg. Im Jahr 1816 wurde er dort Ortsvorsteher. Von 1820 bis zu seinem Tod am 26. Februar 1822 war er wieder beisitzender Richter im Lancaster County.